# Gayophytum diffusum
Gayophytum diffusum är en dunörtsväxtart som beskrevs av John Torrey och Samuel Frederick Gray. Gayophytum diffusum ingår i släktet Gayophytum och familjen dunörtsväxter.

## Underarter
Arten delas in i följande underarter:
- G. d. diffusum
- G. d. parviflorum

## Bildgalleri

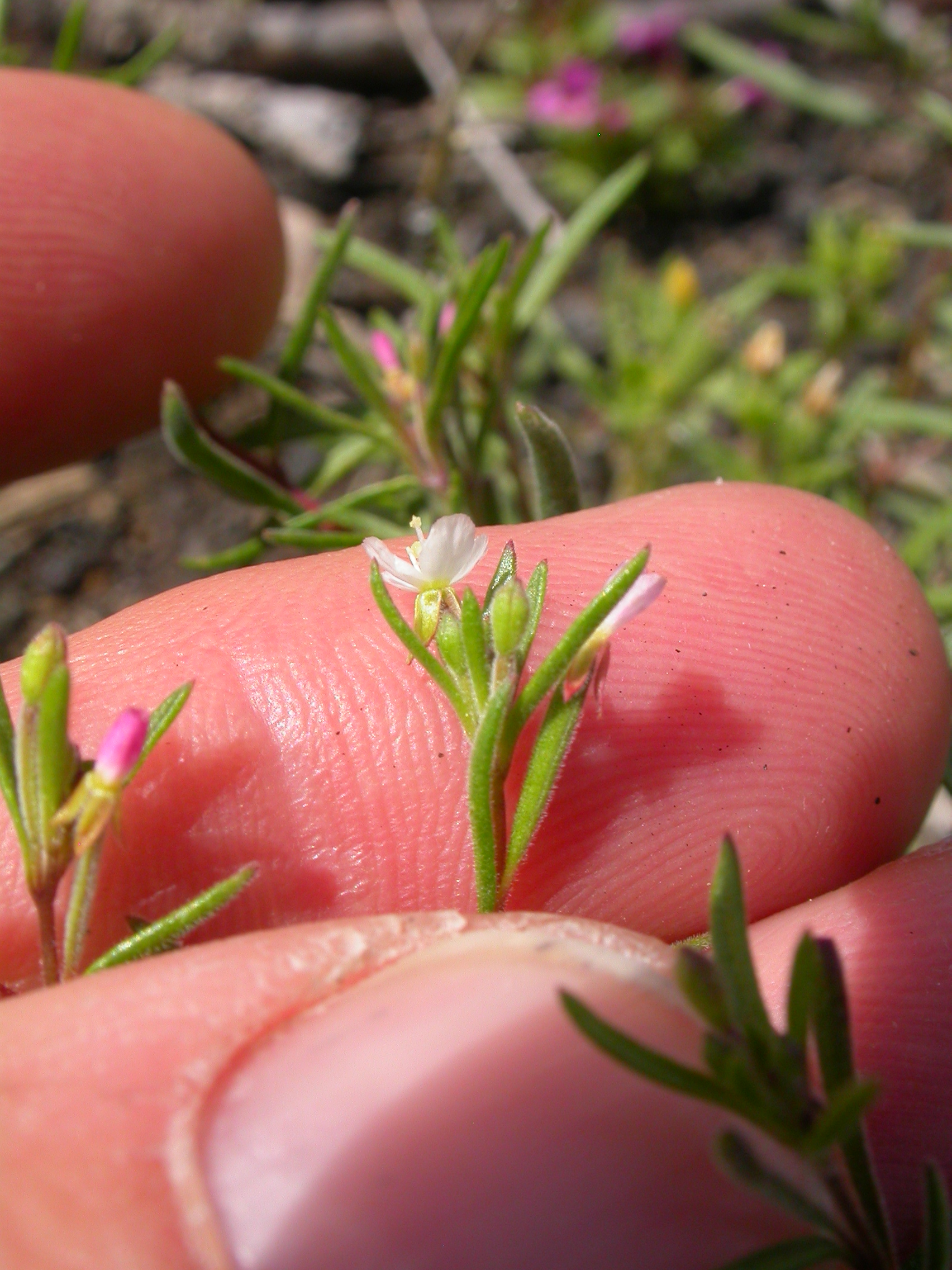
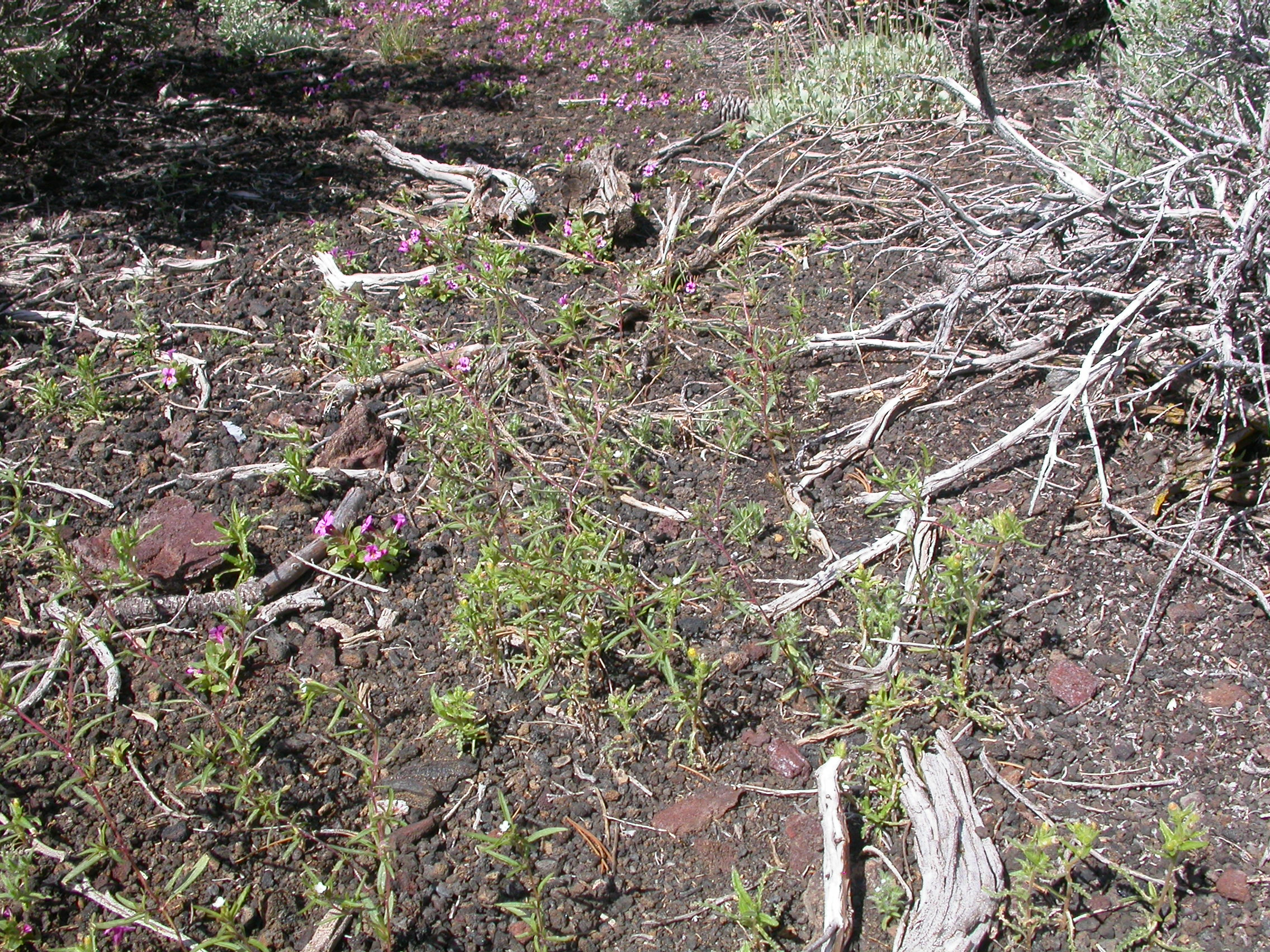
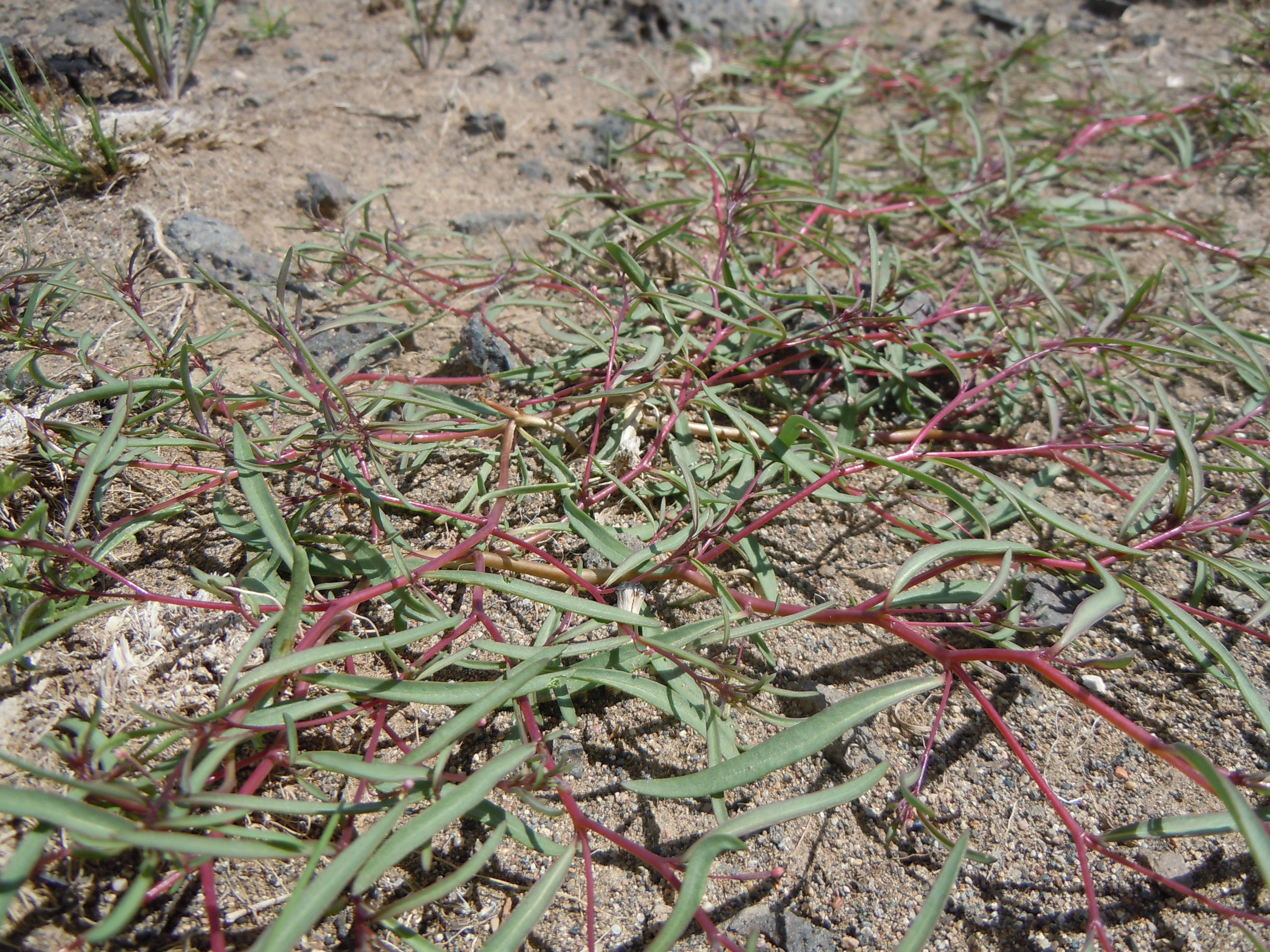
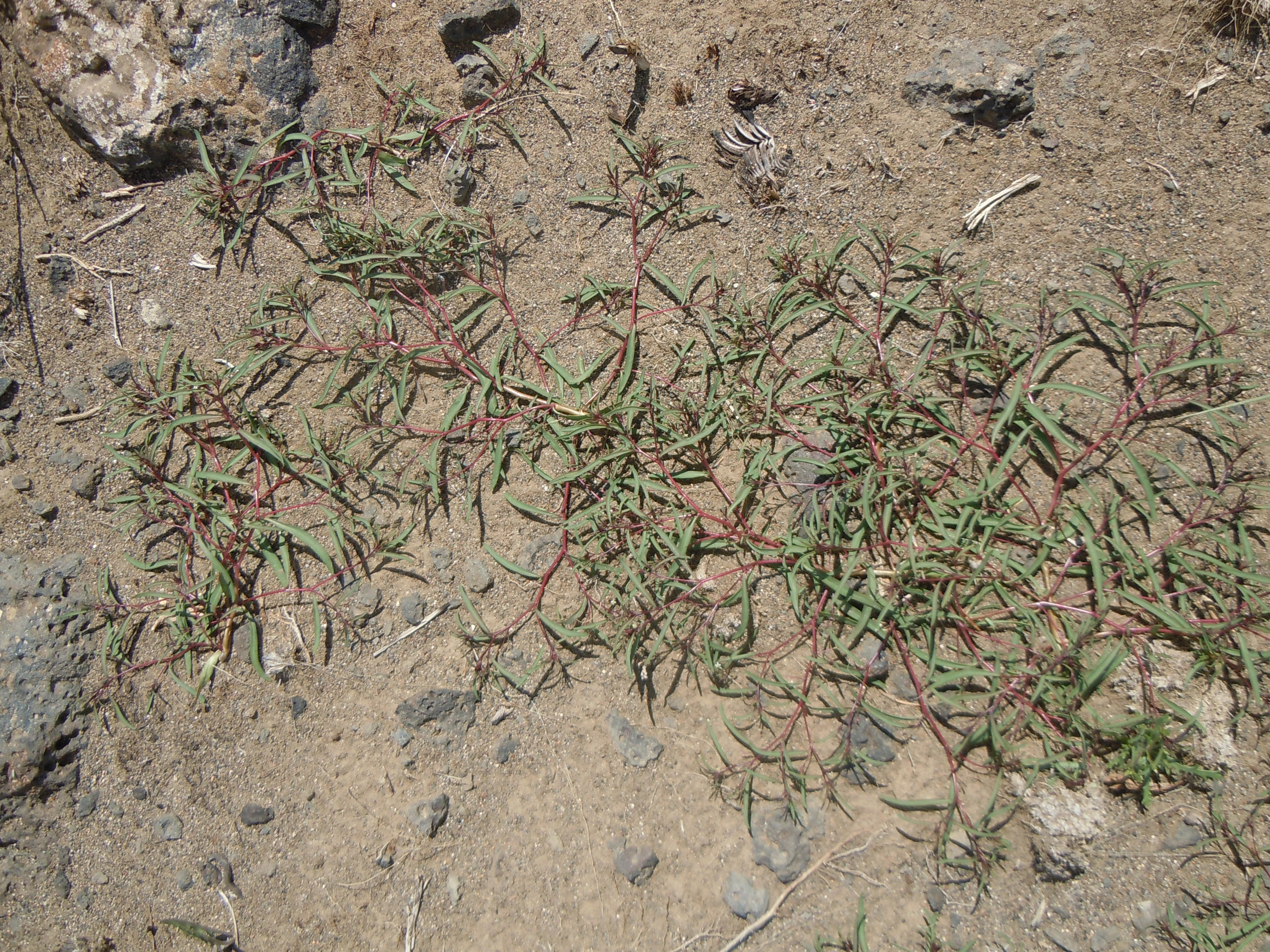
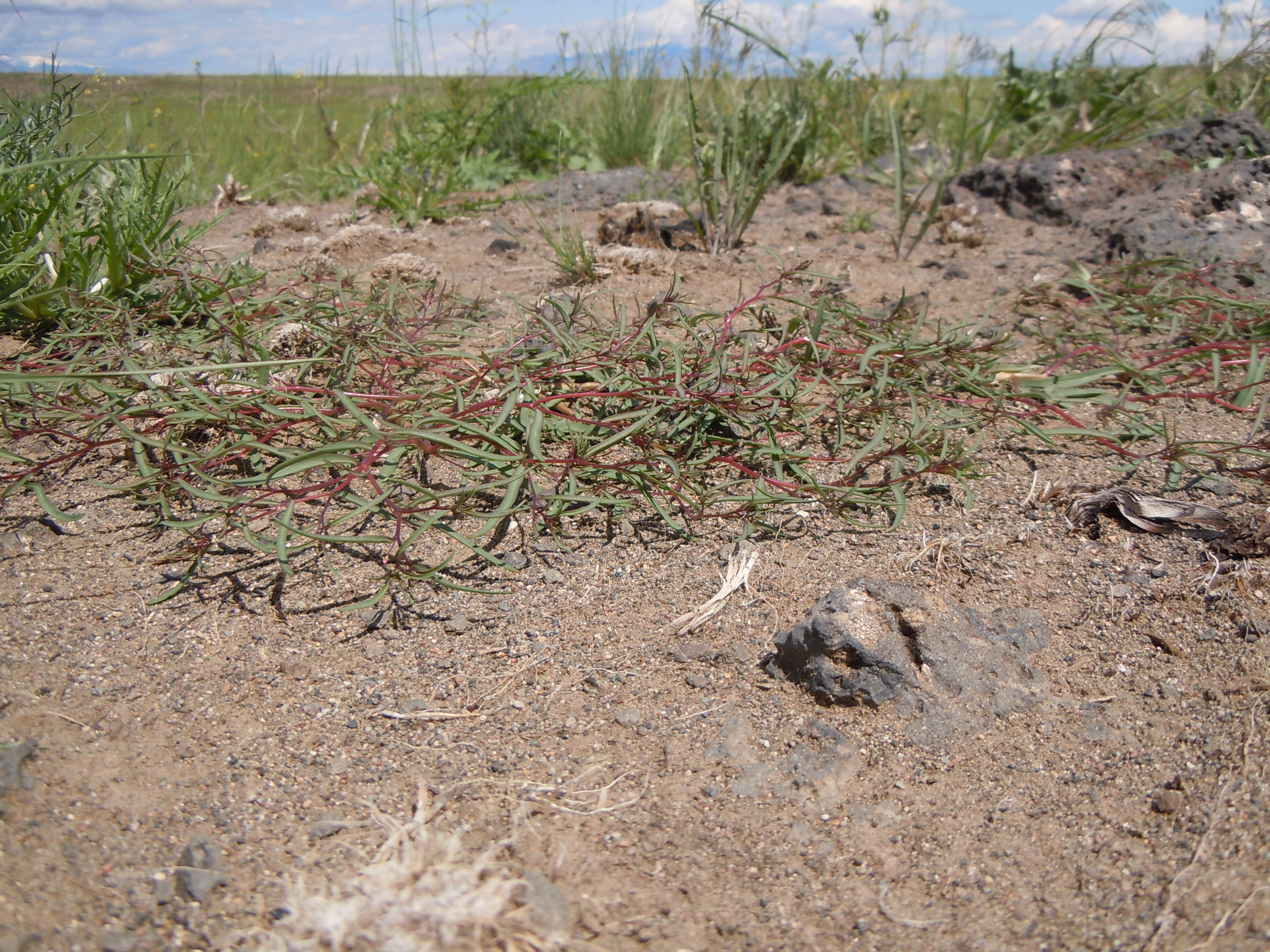
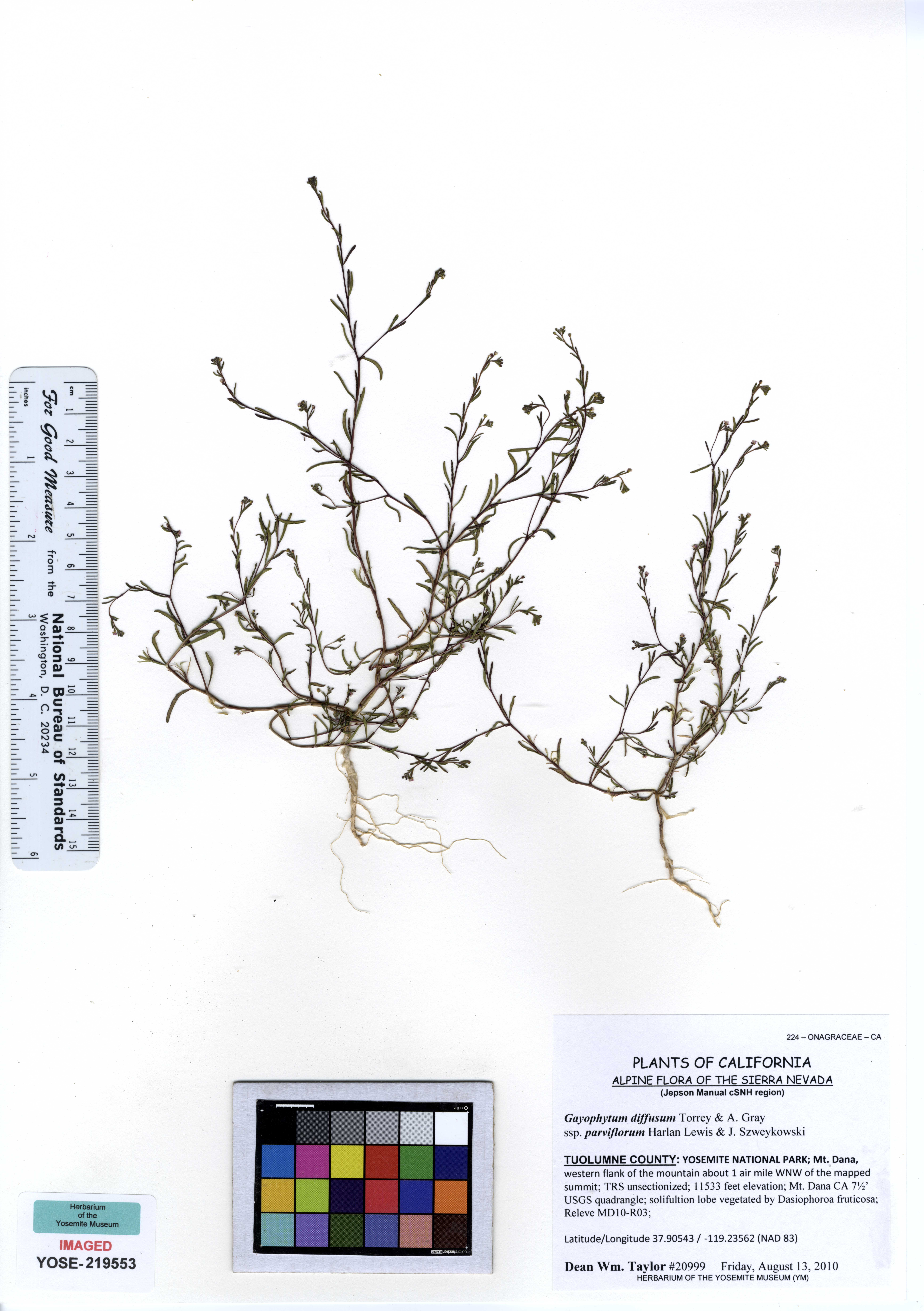